# Algarve-Cup 2022
Der Algarve-Cup 2022 war die 28. Ausspielung dieser Turnierreihe für Frauen-Fußballnationalmannschaften und fand vom 16. bis 23. Februar 2022 wie zwischen 1994 und 2020 an verschiedenen Spielorten der Algarve, der südlichsten Region Portugals, statt. Seit 2016 nimmt Rekordsieger USA nicht mehr teil. Die USA veranstalteten zur gleichen Zeit die siebte Austragung des SheBelieves Cups, England und Frankreich eigene Viernationenturniere, an denen auch vorherige Algarve-Cup-Teilnehmer wie der letzte Gewinner Deutschland und Europameister Niederlande, Südamerikameister Brasilien und Olympiasieger Kanada teilnehmen. Der in der FIFA-Weltrangliste bestplatzierte Teilnehmer war Schweden (2.). Es war die erste Austragung, an der nur europäische Mannschaften teilnahmen. Dagegen kamen alle Schiedsrichterinnen aus außereuropäischen Ländern.
Spielstätten waren das Estádio Municipal de Lagos und das Estádio Algarve.

## Teilnehmer
| Land     | Rang 1 | Anmerkung            |
| -------- | ------ | -------------------- |
| Dänemark | 14     | ständiger Teilnehmer |
| Italien  | 15     |                      |
| Norwegen | 12     | Sieger von 2019      |
| Portugal | 29     | ständiger Teilnehmer |
| Schweden | 2      | Sieger von 2018 2    |

## Modus
Jede Mannschaft sollte zunächst zwei Spiele bestreiten. Die Auslosung dazu fand am 2. Februar 2022 statt. Die beiden Mannschaften, die nach zwei Spielen die meisten Punkte und die beste Tordifferenz hatten, zogen in das Finale am 23. Februar ein. Die drei am niedrigsten eingestuften Teams sollten an diesem Tag in einem konzentrierten „Kampf aller gegen alle“-System spielen, wobei jedes Spiel 45 Minuten dauern sollte. Nach dem coronabedingten Rückzug der Däninnen gab es ein normales Spiel um Platz 3.

## Spiele

### Erste  und zweite Runde
| Pl. | Land     | Sp. | S | U | N | Tore    | Diff. | Punkte |
| --- | -------- | --- | - | - | - | ------- | ----- | ------ |
| 1.  | Schweden | 2   | 2 | 0 | 0 | 007:000 | +7    | 06     |
| 2.  | Italien  | 2   | 2 | 0 | 0 | 003:100 | +2    | 06     |
| 3.  | Portugal | 2   | 1 | 0 | 1 | 002:400 | −2    | 03     |
| 4.  | Norwegen | 2   | 0 | 0 | 2 | 001:400 | −3    | 0      |
| 5.  | Dänemark | 2   | 0 | 0 | 2 | 000:400 | −4    | 0      |

|                                                             |   |          |           |
| 16. Februar 2022 um 12:00 Uhr (13:00 Uhr MEZ) in Lagos      |   |          |           |
| Dänemark                                                    | – | Italien  | 0:1 (0:0) |
| 16. Februar 2022 um 18:30 Uhr (19:30 Uhr MEZ) in Lagos      |   |          |           |
| Norwegen                                                    | – | Portugal | 0:2 (0:1) |
| 18. Februar 2022 um 17:00 Uhr (18:00 Uhr MEZ) in Faro/Loulé |   |          |           |
| Schweden                                                    | – | Dänemark | 3:0 W*    |
| 20. Februar 2022 um 11:00 Uhr (12:00 Uhr MEZ) in Faro/Loulé |   |          |           |
| Italien                                                     | – | Norwegen | 2:1 (2:1) |
| 20. Februar 2022 um 17:15 Uhr (18:15 Uhr MEZ) in Faro/Loulé |   |          |           |
| Portugal                                                    | – | Schweden | 0:4 (0:0) |

- Die Begegnung wurde mit 3:0 für Schweden gewertet, da die Mannschaft Dänemarks nach dem ersten Spiel aufgrund von drei positiven Corona-Tests das Turnier verließ.

### Spiel um Platz 3
Durch den Rückzug Dänemarks wird ein reguläres Spiel um Platz 3 gespielt. Das Mini-Turnier um Platz 3 entfällt.
|                                                                 |   |          |           |
| 23. Februar 2022 um 11:00 Uhr WEZ (12:00 Uhr MEZ) in Faro/Loulé |   |          |           |
| Portugal                                                        | – | Norwegen | 0:2 (0:1) |

### Finale
| Schweden                                                                                        | Schweden | Italien | Italien |
| ----------------------------------------------------------------------------------------------- | --- | --- | ------- |
| Schweden                                                                                        | \| 23. Februar 2022 um 11:05 Uhr WEZ (12:05 Uhr MEZ) in Lagos (Estádio Municipal Fernando Cabrita) \| \| Ergebnis: 1:1 (0:1); 6:5 i. E. \| \| Schiedsrichterin: Kim Yu-jeong ( Südkorea) \| \| Spielbericht \| | \| 23. Februar 2022 um 11:05 Uhr WEZ (12:05 Uhr MEZ) in Lagos (Estádio Municipal Fernando Cabrita) \| \| Ergebnis: 1:1 (0:1); 6:5 i. E. \| \| Schiedsrichterin: Kim Yu-jeong ( Südkorea) \| \| Spielbericht \| | Italien |
| Schweden                                                                                        | Hedvig Lindahl • Jonna Andersson (63. Amanda Nildén), Emma Berglund, Josefine Rybrink, Julia Roddar • Hanna Bennison (87. Filippa Angeldal), Elin Rubensson (63. Caroline Seger), Kosovare Asllani • Olivia Schough (77. Johanna Rytting Kaneryd), Anna Anvegård (63. Stina Blackstenius), Sofia Jakobsson (63. Lina Hurtig) Cheftrainer: Peter Gerhardsson | Laura Giuliani • Lucia Di Guglielmo, Elena Linari, Sara Gama , Martina Lenzini (81. Benedetta Orsi) • Arianna Caruso, Martina Rosucci (57. Manuela Giugliano), Aurora Galli (64. Valentina Cernoia) • Barbara Bonansea (57. Annamaria Serturini), Valentina Giacinti (57. Cristiana Girelli), Valentina Bergamaschi (81. Benedetta Glionna) Cheftrainer: Milena Bertolini | Italien |
| Schweden                                                                                        | 1:1 Caroline Seger (71., Elfm.) | 0:1 Valentina Giacinti (18.) | Italien |
| Schweden                                                                                        | Elfmeterschießen | | Italien |
| Schweden                                                                                        | 1:0 Seger 2:1 Asllani 3:2 Blackstenius 4:3 Berglund 5:4 Angeldal 6:5 Lindahl | 1:1 Giugliano 2:2 Gama 3:3 Girelli 4:4 Cernoia 5:5 Caruso Serturini | Italien |
| Schweden                                                                                        | Emma Berglund | Lucia Di Guglielmo, Martina Lenzini | Italien |
| 23. Februar 2022 um 11:05 Uhr WEZ (12:05 Uhr MEZ) in Lagos (Estádio Municipal Fernando Cabrita) | | |         |
| Ergebnis: 1:1 (0:1); 6:5 i. E.                                                                  | | |         |
| Schiedsrichterin: Kim Yu-jeong ( Südkorea)                                                      | | |         |
| Spielbericht                                                                                    | | |         |

## Schiedsrichterinnen
Hauptschiedsrichterinnen:
- Susana Corella
- Maria Rivet
- Kim Yu-jeong

Schiedsrichterassistentinnen:
- Cindy Nahuelcoy
- Carine Atezambong
- Ramina Tsoi
- Queency Victoire
- Park Mi-suk

## Torschützinnen
| Rang | Spielerin            | Tore |
| ---- | -------------------- | ---- |
| 1    | Valentina Giacinti   | 2    |
|      | Celin Bizet Ildhusøy | 2    |

| Rang | Spielerin         | Tore |
| ---- | ----------------- | ---- |
| 3    | Barbara Bonansea  | 1    |
|      | Arianna Caruso    | 1    |
|      | Elisabeth Terland | 1    |
|      | Carolina Mendes   | 1    |
|      | Tatiana Pinto     | 1    |

| Rang | Spielerin          | Tore |
| ---- | ------------------ | ---- |
| 3    | Kosovare Asllani   | 1    |
|      | Stina Blackstenius | 1    |
|      | Hanna Glas         | 1 1  |
|      | Amanda Ilestedt    | 1    |
|      | Caroline Seger     | 1    |